# Affonsea juglandifolia
Affonsea juglandifolia là một loài thực vật có hoa trong họ Đậu. Loài này được A.St.-Hil. mô tả khoa học đầu tiên.